# 太田充
太田 充（おおた みつる、1960年4月17日 - ）は、日本の財務官僚。日本政策投資銀行代表取締役会長。元財務事務次官。

## 来歴
島根県松江市出身。1979年3月、島根県立松江南高等学校卒業。1983年3月、東京大学法学部第2類（公法コース）卒業。同年4月、大蔵省入省（主計局総務課）。
2011年8月2日、財務省主計局次長に就任。同年9月2日、野田内閣が発足。野田佳彦の内閣総理大臣秘書官に就任。
2015年7月7日、財務省大臣官房総括審議官に就任。
2017年2月17日、安倍晋三首相は、学校法人森友学園に売却された豊中市の国有地をめぐる問題で、衆議院予算委員会で民進党の福島伸享から追及を受けると、「私や妻が関係していたということになれば、まさに私は、それはもう間違いなく総理大臣も国会議員もやめるということははっきりと申し上げておきたい」と答弁した。
同年2月22日、菅義偉官房長官は、理財局長の佐川宣寿、太田、理財局総務課長の中村稔を首相官邸に呼び、国有地売却の経緯などについて説明を求めた。この報告会議には国土交通省航空局次長の平垣内久隆、同局総務課企画官も同席し、佐川が主に説明を行った。同月23日、菅は、前日の会議の内容を安倍に報告した。
同年2月26日、財務省は、国有地売却の決裁文書から安倍昭恵、鴻池祥肇の秘書、平沼赳夫の秘書、北川イッセイの副大臣秘書官らに関する記述を「できる限り早急に」削除するよう、近畿財務局の職員7人にメールで指示。近畿財務局は同日から文書の改竄を開始した。職員の中に赤木俊夫がいた。
同年7月5日、太田は財務省理財局長に就任した。当初は官房長への昇格とみられていたが、事務次官の佐藤慎一が太田を嫌い、理財局長へまわしたとされている。同年11月27日の衆議院予算委員会から理財局長として答弁に立つこととなった。
2018年3月7日、赤木俊夫が自殺。赤木は死の直前に書いた手記に「通常国会では、太田理財局長が、前任の佐川理財局長の答弁を踏襲することに終始し、詭弁を通り越した虚偽答弁を続けている」と綴った。
同年5月31日、大阪地検特捜部は、太田ら財務省幹部38人全員を不起訴処分とした。同年6月4日、財務省は「森友学園案件に係る決裁文書の改ざん等に関する調査報告書」を公表するとともに、退職者2人を含む幹部ら20人の処分を発表した。太田は文書厳重注意処分を受けた。
同年7月27日、財務省主計局長に就任。2019年10月の消費増税の対策を盛り込んだ予算編成を担当。新型コロナウイルス対策の2度にわたる補正予算の編成も主導した。
2020年7月20日、財務事務次官に就任。
2021年7月8日、退官。
2023年6月、日本政策投資銀行代表取締役副社長に就任。2024年6月26日、同会長に就任。

## 職歴
- 1984年 - 主計局主計企画官付[1]
- 1987年7月 - 大蔵省大臣官房調査企画課企画係長[31]
- 1988年7月 - 広島国税局瀬戸税務署長
- 1989年7月 - 大蔵省大臣官房付 兼 内閣官房内閣内政審議室
- 1991年6月 - 主税局税制第二課長補佐（特定財源）[32]
- 1993年7月 - 主税局税制第一課課長補佐（法人税）[33][34]
- 1994年7月 - 主計局法規課長補佐（第一）
- 1995年6月 - 主計局主計官補佐（地方財政第一、二係主査）
- 1997年7月 - 主計局総務課課長補佐（企画）[33]
- 1999年7月 - 大蔵省大臣官房企画官､（併）主計局総務課
- 2000年7月 - 東京国税局徴収部長
- 2001年7月 - 山形県企画調整部長
- 2002年4月 - 山形県総務部長
- 2003年9月 - 金融庁監督局総務課協同組織金融室長
- 2005年7月 - 財務省主計局主計官（総務、地方財政係担当）
- 2008年7月 - 財務省主計局主計官（厚生労働係担当）
- 2009年7月 - 財務省主計局総務課長 兼 給与共済課長[35][5]
- 2011年
  - 7月8日 - 財務省主計局総務課長 兼 主計官（国土交通係、環境係担当）
  - 8月2日 - 財務省主計局次長[5]。
  - 9月 - 内閣総理大臣秘書官[35]。
- 2012年12月26日 - 財務省大臣官房審議官（主税局担当）[36]。
- 2013年6月28日 - 財務省主計局次長[37]。
- 2015年
  - 7月7日 - 財務省大臣官房総括審議官 兼 財務省大臣官房政策金融課長事務取扱[38][39]。
  - 7月9日 - 免・財務省大臣官房政策金融課長事務取扱[40]。
- 2017年7月5日 - 財務省理財局長。
- 2018年7月27日 - 財務省主計局長。
- 2019年9月18日 - 財務省主計局長､（併）内閣官房副長官補付､（命）内閣官房全世代型社会保障検討室長代理補。
- 2020年7月20日 - 財務事務次官[41]。
- 2020年12月1日 - 文部科学省日本ユネスコ国内委員会委員[42]。
- 2021年
  - 7月8日 - 退官。財務省顧問。
  - 12月1日 - 東京海上日動火災保険特別顧問[43]。
- 2022年4月 - 学研ホールディングス顧問[44]。
- 2023年6月 - 日本政策投資銀行代表取締役副社長[45]。
- 2024年6月26日 - 日本政策投資銀行代表取締役会長。